# Gubavač
Gubavač (en serbe cyrillique: Губавач) est un village du nord-est du Monténégro, dans la municipalité de Bijelo Polje.

## Démographie

### Évolution historique de la population[1]
| 1948 | 1953 | 1961 | 1971 | 1981 | 1991 | 2003 |
| ---- | ---- | ---- | ---- | ---- | ---- | ---- |
| 399  | 428  | 425  | 485  | 593  | 633  | 550  |